# Pak Pong-ju
Pak Pong-ju (født 10. april 1939 i Nord-Hamgyong, Korea) er den siddende premierminister i Nordkorea. Han begyndte d. 1. april 2013 og har tidligere haft embedet fra d. 3. september 2003 til d. 11. april 2007. Som premierminister er Pak Pong-ju regeringslederen i Nordkorea og en af de øverste magthavere sammen med Kim Jong-un og Kim Yong-nam. Han står for at lede regeringen og udpege ministre godkendt af Den øverste folkeforsamling.

## Karriere
Pak begyndte i 1962 som manager af en fabrik i Nordpyongan. Efter at have arbejdet sig op i arbejderpartiet var han i 1994 en del af begravelseskommitteen for Kim Il-sung; han rangerede som nr. 188 ud af 273 medlemmer. I september 1998 blev han udnævnt til minister for kemisk industri under premierminister Hong Song-nam.
I 2002 stod han bag en reform, hvor han bad virksomheder og andre institutioner om at forsyne sig selv i stedet for at være afhængige af Nordkoreas omfordeling samt at give ansatte incitament til at arbejde.
Et år senere blev Pak premierminister. Som premierminister besøgt han Kina i bl.a. 2005, hvor han mødtes med den kinesiske premierminister Wen Jiabao og den kinesiske præsident Hu Jintao. Under besøget lagde Pak vægt på, at han ønskede at fortsætte sekspartsforhandlingerne, der har til formål at løse sikkerhedsspørgsmål forbundet med Nordkoreas atomprogram. PAK viste desuden interesse for Kinas økonomiske reformer.
D. 11. april 2007 rapporterede Korean Central News Agency, at Pak Pong-ju var trådt af og erstattet af Kim Yong-il. På det tidspunkt var han ikke blevet set offentligt siden maj 2006. Der var rygter om, at han havde misbrugt oliepenge, som skulle have været brugt i landbrugssektoren, eller han orienterede sig for meget imod den økonomiske udvikling i Kina i stedet for idéer fra Nordkorea. Han blev derefter sat i arbejde som manager ved en fabrik i provinsen.
D. 21. august 2010 blev han igen set offentligt, hvor han angiveligt var næstformand for Centralkomiteen i Koreas Arbejderparti I 2013 kunne han igen tiltræde som premierminister.
Udover premierministerposten blev han tillige i 2016 valgt ind i bestyrelsen hos Koreas Arbejderparti.